# Anhidrit
Anhidrit ja kalcijev sulfatni mineral s formulo CaSO4. Kristalizira v ortorombskem kristalnem sistemu in ima popolno razkolnost, vzporedno s tremi simetrijskimi ravninami. Mineral ni izomorfen z ortorombskim barijevim (barit) in stroncijevim sulfatom (celestin), kar bi pričakovali iz njihovih kemijskih formul. Popolno razviti kristali so redki. Mineral ima običajno obliko razklane mase. Njegova trdota po Mohsovi lestvici je 3,5, specifična teža pa 2,9. Barva je običajno bela, včasih tudi sivkasta, modrikasta ali škrlatna. Na razkolih ima bisern, na drugih ploskvah pa steklast lesk. V stiku z vodo jo zlahka absorbira in se pretvori v bolj pogosto sadro (CaSO4·2H2O). Pretvorba je povratna: sadra in polhidrat (mavec, CaSO4·0.5H2O) se s segrevanjem pri približno 200 °C pri normalnih atmosferskih pogojih ponovno pretvorita v anhidrit. Anhidrit običajno spremljata kalcit in halit, v žilah tudi  sulfidi, med njimi galenit, halkopirit, molibdenit in pirit.

## Nahajališča
Anhidrit se najpogosteje pojavlja v evaporitnih depozitih skupaj s sadro. Prvič so ga odkrili leta 1794 v rudniku soli pri Hallu na Tirolskem. Na tem nahajališču je ključna globina nahajališča, ker se je anhidrit v višjih plasteh zaradi prisotnosti vode pretvoril v sadro. 
Kalcijev sulfat iz vodnih raztopin kristalizira kot sadra, če je v raztopini prebitek natrijevega ali kalijevega klorida, kristalizira šele pri temperaturah nad 40 °C. To je tudi ena od metod, po kateri se mineral pripravi umetno. Tako pripravljen anhidrit je popolnoma enak naravnemu. 

### Noduli v bibavičnem pasu
V slanih zatokih (sebkha ali sebkhat) v bibavičnem pasu Perzijskega zaliva se anhidrit pojavlja v obliki diagenetskih nodulov (gomoljev). Preseki teh nodularnih tvorb imajo mrežast videz. Nodularni anhidrit se pojavlja tudi v sedimentnih skladih kot nadomestek sadre.

### Solne kupole
Velike količine anhidrita so na vrhovih solnih kupol, ki nastanejo, kadar debeli sedimentni skladi predrejo tanjši sloj manj odpornih kamnin nad seboj in pridejo na Zemljino površino. Anhidrit sestavlja 1-3 odstotka soli in slane kupole in se pojavlja samo na vrhovih, od koder je voda sprala halit. Tipičen vrh kupole je sestavljen iz sloja soli, nad katerim je sloj anhidrita, nad njim sloj sadre in nad njim sloj kalcita. Vzajemno delovanjesoli in nafte lahko zmanjša vsebnost SO4 in povzroči nastajanje kalcita, vode in vodikovega sulfida (H2S).

## Imena
Ime anhidrit mu je dal nemški geolog Abraham Gottlob Werner (1749–1817), ker, za razliko od sadre, ne vsebuje nobene vode. Med zastarela in opuščena imena spadata imeni muriacit, ki je nastalo na domnevi, da je klorid (muriat), in karstenit. Nenavadno oblikovane, spačene, konkrecijam podobne gmote se imenujejo kamniti vampi. V Volpinu pri Bergamu v Lombardiji se pojavlja kot luskast zrnat vulpinit, ki se reže in brusi za okraske.  

## Galerija
- Primerki anhidrita
- Anhidrit iz rudnika Naica, Chihuahua, Mehika;  velikost 16,8 x 15,4 x 10,8 cm)
- Kristal anhidrita na matrici, na katerem so jasno vidne razkolne ploskve
- Bel, okroglo oblikovan anhidrit kot vključek v halitu; Poljska